# Pyraan
Pyraan is een niet-aromatische heterocyclische zuurstofverbinding met daarin twee dubbele bindingen en heeft twee constitutionele isomeren, 2H-pyraan en 4H-pyraan. De verbindingen zijn onstabiel onder normale omstandigheden en worden dan ook weinig gebruikt in de organische chemie. De verbinding is verwant met dihydropyraan en tetrahydropyraan, waarin respectievelijk één of twee van de dubbele bindingen zijn gehydrogeneerd.